# Kolibło egipskie
Kolibło egipskie (Balanites aegyptiaca (L.) Delile) – gatunek drzewa z rodziny parolistowatych (Zygophyllaceae). Występuje naturalnie w Afryce i Azji Zachodniej. 

## Rozmieszczenie geograficzne
Rośnie naturalnie w Botswanie, Namibii, Angoli, Zimbabwe, Mozambiku, Tanzanii, Rwandzie, Ugandzie, Kenii, Somalii, Erytrei, Etiopii, Sudanie, Czadzie, Nigrze, Nigerii, Togo, Ghanie, Burkinie Faso, na Wybrzeżu Kości Słoniowej, w Mali, Gwinei, Senegalu, Mauretanii, Algierii, Libii, Egipcie, Jordanii, Arabii Saudyjskiej oraz Jemenie.

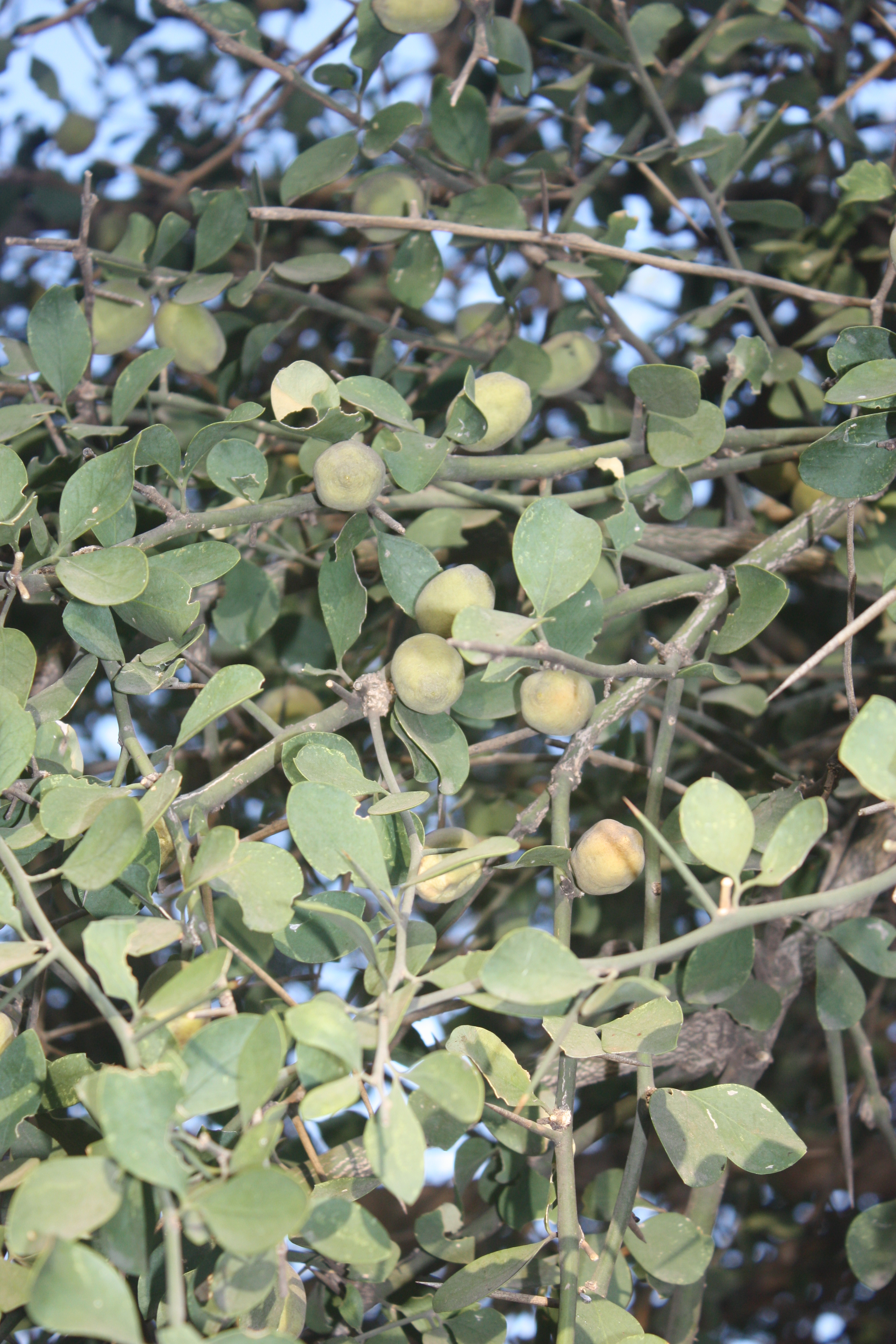
Owoce gatunku Balanites aegyptiaca

## Morfologia
Drzewo o wysokości do 6 m i zmiennym pokroju. Posiada ciernie o długości do 3 cm. Ulistnienie naprzeciwległe, liście  skórzaste, brązowozielone. Owocem jest pestkowiec o długości do 3 cm. Dojrzały jest brązowy i pokryty siwym kutnerem. Owoc zawiera jedno nasiono. Wytwarza owoce nawet w latach suchych.

## Biologia i ekologia
Najczęściej spotykany jest na suchych, półsuchych lub nieznacznie wilgotnych sawannach. Dobrze rośnie w dolinach rzek, w zagłębieniach oraz na zboczach skalistych wzgórz. Rośnie zazwyczaj na wysokości 300–2000 m n.p.m. oraz na obszarach, gdzie suma rocznych opadów waha się pomiędzy 200–800 mm.
Roślina ta nie jest wymagająca ze względu na glebę. Może rosnąć na podłożu piaszczystym, piaszczysto-gliniastym, gliniastym, żwirowym, kamienistym, na iłach czy też madach.
Z punktu widzenia ekologicznego jest to gatunek dość oporny na zagrożenia. Wytrzymuje sporadyczne powodzie i rośnie w różnych warunkach klimatycznych. Nie toleruje jedynie długotrwałych podtopień. Wykazuje dobrą tolerancję na suszę. Nie jest uszkadzany podczas pożarów traw (z wyjątkiem młodych drzew). Młode rośliny są dość oporne na termity, ale ich liście mogą być uszkadzane przez motyle Bunaea alcinoe z rodziny pawicowatych (Saturniidae).

## Uprawa
Może być rozmnażane wegetatywnie poprzez sadzonki z korzeni. Ukorzenia się bardzo łatwo i często wykorzystywane jest do sadzenia żywopłotów.

## Zastosowanie
Roślina ma liczne zastosowania:
- jako aromatyczna przyprawa do żywności,
- ma soczyste i jadalne owoce o słodko-gorzkim smaku. W Afryce nazywane są "daktylami niewolników" lub "egipskim myrobalanem"
- wytwarza się z niej olej,
- z suszonych owoców tworzy się koraliki,
- służy do produkcji olejków eterycznych,
- wytwarza się z niej włókno,
- służy do produkcji barwników do tkanin,
- jest potencjalnym źródłem środka farmaceutycznego. Ma również potencjalne zastosowanie przed chorobami przenoszonymi bezkręgowcami, gatunkiem nicieni Dracunculus medinensis oraz schistosomatozą.

Owoce są także stosowane w leczeniu chorób wątroby i śledziony. Korzenie służą przeciw bólom brzucha oraz jako środek przeczyszczający. Żywica z drewna wymieszana z kaszą kukurydzianą pomaga w leczeniu dolegliwości w klatce piersiowej.
Ze sfermentowanych owoców wytwarza się napoje alkoholowe.
Drewno tego gatunku ma ciężki twardziel. Jest trwałe i odporne na insekty. Wykonuje się z niego narzędzia i artykuły domowe, takie jak łyżki, narzędzia rolnicze, służy do budowy okrętów. Jest także cenionym materiałem opałowym, gdyż prawie nie wytwarza dymu, a jego wartość opałowa wynosi 4600 kcal/kg.

## Obecność w kulturze
W czasach biblijnych kolibło rosło naturalnie i było także uprawiane w Palestynie i w Egipcie. Badacze roślin biblijnych rozpoznają go w kilku cytatach Biblii. W Księdze Jeremiasza (Jr 8,22; Jr 46,11; 51,8) jest wymienione jako środek dezynfekujący otwarte rany, co zgadza się z właściwościami ekstraktu z owoców tej rośliny. Prawdopodobnie ekstrakt ten był też wśród darów przeznaczonych dla Józefa w Egipcie (Rdz 43,11) oraz wśród towarów kupców izmaelskich (Rdz 37,25).